# Herbert Chapman
 Der er for få eller ingen kildehenvisninger i denne artikel, hvilket er et problem. Du kan hjælpe ved at angive troværdige kilder til de påstande, som fremføres i artiklen.

Herbert Chapman (19. januar 1878 – 6. januar 1934) var en engelsk fodboldspiller og fodboldtræner. Han er anerkendt som en af de mest betydningsfulde trænere i engelsk fodbold. I 1925 kom han til Arsenal FC, og gjorde dem, frem til sin død, til et af Englands bedste fodboldhold.
Der er lavet en statue med ham i anledning af Arsenals 125 års jubilæum.